# Dierk Peters

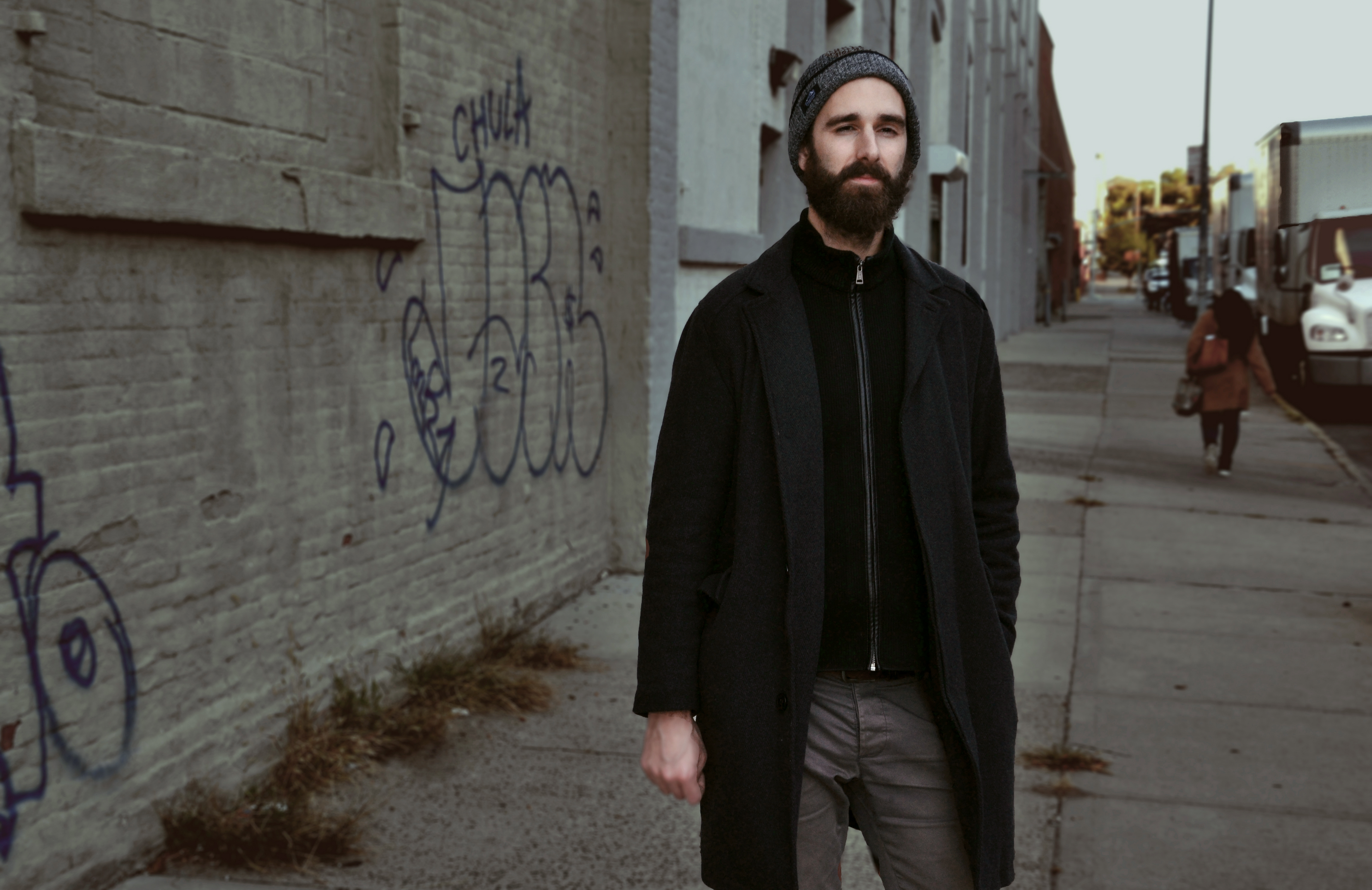
Dierk Peters, Brooklyn 2019. Foto von Chloé Marchal

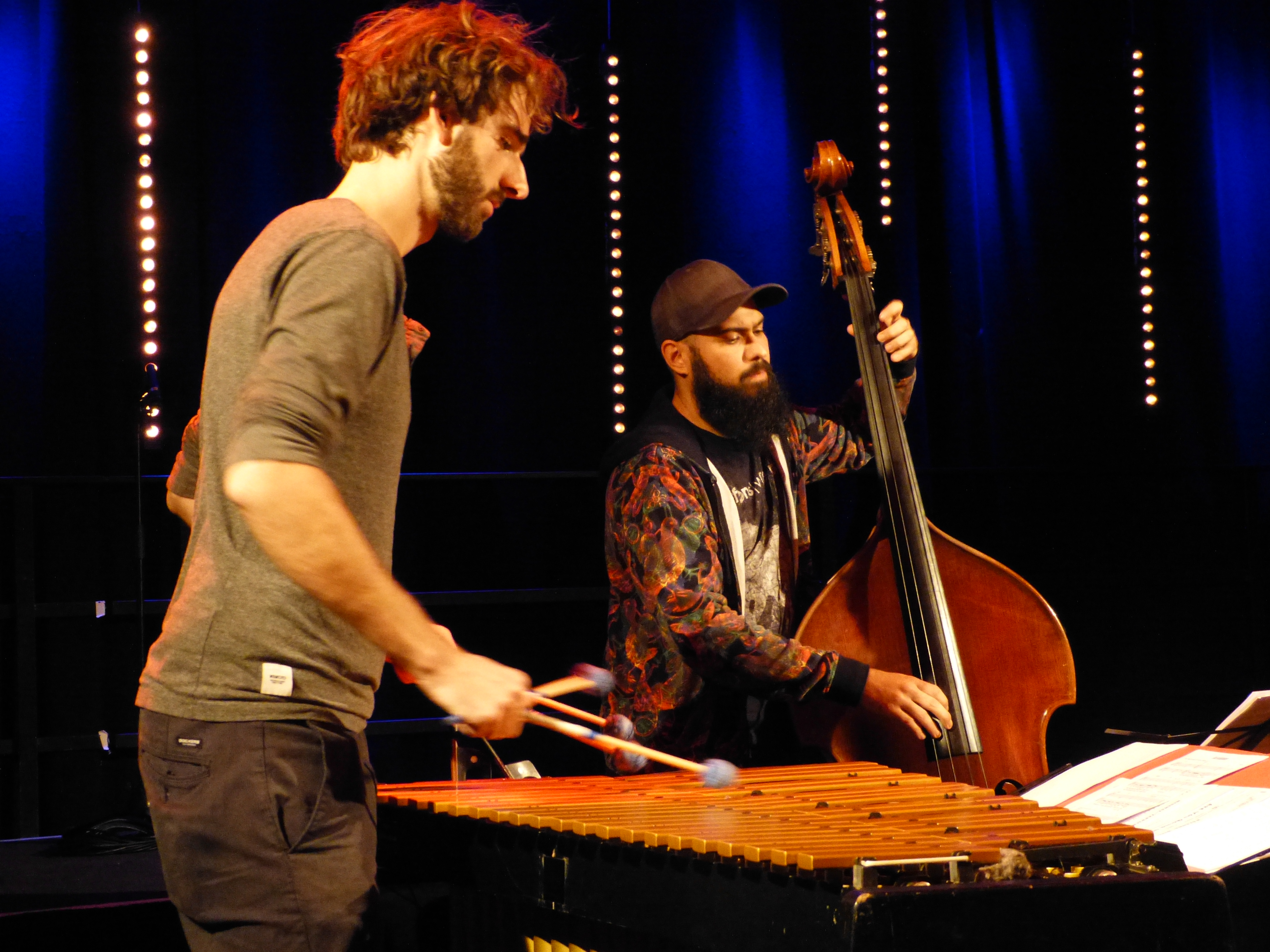
Dierk Peters (2015 im ARTheater) mit Reza Askari im Konzert der Gender balanced Group (mit Tamara Lukasheva und Filippa Gojo)

Dierk Peters (* 27. Oktober 1986 in Gifhorn) ist ein deutscher Jazzmusiker (Vibraphon, Komposition).

## Leben und Wirken
Peters wuchs im Hamburger Umland auf und begann mit acht Jahren das Schlagzeug zu erlernen, bevor er mit 17 zum Vibraphon wechselte. Unterricht erhielt er u. a. bei Florian Poser, Oreste Kindilide, Wolf Kerschek und David Friedman. Er war Mitglied des niedersächsischen Landesjugendjazzorchesters „Wind Maschine“. 2007 zog er nach Köln, wo er an der Musikhochschule Köln bei Tom van der Geld studierte und 2012 sein Diplomstudium mit Auszeichnung abschloss. 2016 begann er mit einem DAAD-Stipendium ein Masterstudium an der New York University, wo Stefon Harris sein Mentor wurde und ihn 2017 an die Manhattan School of Music holte, wo er 2018 seinen Abschluss machte.
Bereits seit 2009 spielte er mit Christoph Möckel, Constantin Krahmer, Oliver Lutz und Rafael Calman bzw. Fabian Rösch im Quintett Offshore, mit dem er drei Alben vorlegte und mehrfach auf Deutschland-Tournee war. Mit Stefan Berger und Rafael Calman bildete er das Trio Westinato, das 2015 sein Debütalbum vorlegte. In seinem Projekt Ambrosia versammelte er fünf europäische Instrumentalisten in der Besetzung Trompete, Klarinetten, Akkordeon, Vibraphon, Bass und Schlagzeug. In den USA arbeitete er mit Chris Speed, Rich Perry, Jacob Sacks, RJ Miller und Jochen Rückert.

## Preise und Auszeichnungen
Peters gewann bei Jugend jazzt auf Landesebene Niedersachsen (2006) und Bundesebene (2007) mit dem Duo, das er mit Charlotte Greve bildete; beide Male erhielt er auch den Solistenpreis. Dem Charlotte Greve / Dierk Peters Duo wurde zudem 2008 der Praetorius Musikpreis verliehen. 2011 erhielt Peters beim Wettbewerb in Burghausen den Sondersolistenpreis; im selben Jahre gewann er mit dem Offshore Quintett den Convento-NRW-Jazzpreis.

## Diskographische Hinweise
- Offshore Côte de Cologne (Double Moon Records 2013)
- Botter Ango (Floatmusic 2015, mit Julian Ritter, Stefan Schönegg, Dominik Mahnig)
- Offshore Preen (Klaeng 2017)
- Ambrosia (Tangible 2019, mit Bastian Stein, Stefan Karl Schmid, Laurent Derache, David Helm, Fabian Arends)[1]